# USS Walker (DD-517)
Fante (D 561) à partir de 1969
Pour les autres navires du même nom, voir USS Walker.
L'USS Walker (DD-517) est un destroyer de la classe Fletcher en service dans la Marine des États-Unis pendant la Seconde Guerre mondiale. Il a été nommé en l'honneur du Real Admiral (contre-amiral) John Grimes Walker (1835–1907) qui a servi pendant la guerre civile américaine.

## Construction
Sa quille est posée le 31 août 1942 au chantier naval Bath Iron Works de Bath, dans l'état du Maine. Il est lancé le 31 janvier 1943; parrainé par Mlle Sarah C. Walker, et mis en service le 13 avril 1943.

## Historique

### 1943
Les sept premiers mois de service du Walker se sont déroulés dans l'Atlantique, où il a participé à des missions d'escorte dans les Caraïbes et à des exercices d'entraînement en vue d'une mission de combat dans le Pacifique.
Parmi les faits saillants de cette période, mentionnons la capture, le 7 août, de 43 survivants du sous-marin allemand Unterseeboot 615 (U-615 ) qui avait été endommagé par des unités aériennes de la Marine au large de Cuba, et la responsabilité d'escorter le secrétaire d'État, Cordell Hull, de San Juan, à Porto Rico, à Casablanca pour participer à la conférence de Moscou d'octobre 1943.

### 1944
Le Walker a transité par le canal de Panama le 1er novembre 1943 et s'est joint aux forces engagées dans la conquête de Tarawa. Après un mois d'opérations dans cette zone, le destroyer a pris part à la campagne des îles Marshall du 29 janvier au 8 février 1944. Il a rejoint les forces à Funafuti pour l'invasion de Kwajalein ; et, en tant que membre d'une unité de bombardement de croiseurs lourds, il a participé à de nombreux bombardements de neutralisation à Wotje et Taroa. La seule résistance japonaise rencontrée provient des batteries côtières qui n'ont pas réussi à atteindre leur cible.

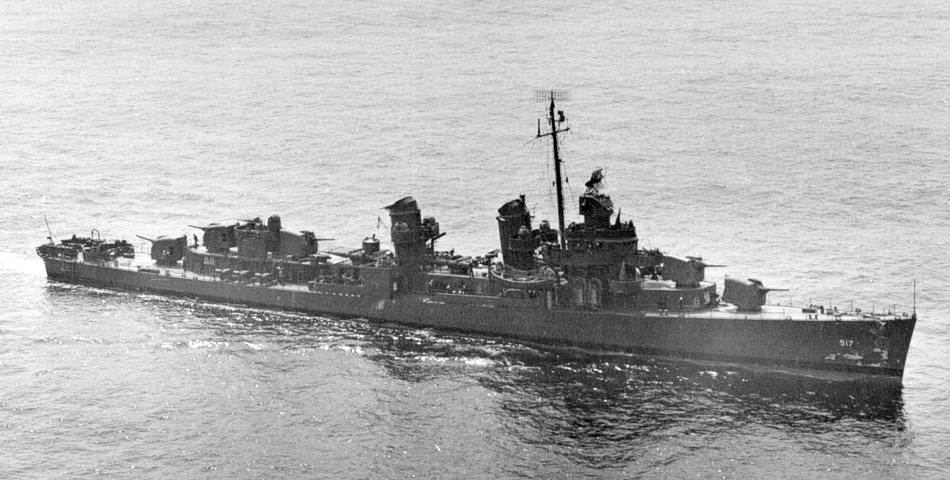
Le Walker en 1943.

De mars à juin 1944, le Walker a opéré dans le Pacifique Sud en escortant des troupes et des transports de Guadalcanal à Bougainville et de divers points en Nouvelle-Guinée. Les autres ports visités pendant cette période étaient Purvis Bay, Tulagi ; la baie de l'Impératrice-Augusta, Bougainville ; la baie de Milne et Buna en Nouvelle-Guinée.
L'opération des Mariannes comprenait l'invasion de Saipan, Tinian et Guam par les forces de l'amiral Raymond A. Spruance. Le Walker a commencé son service en étant affecté à une unité de porte-avions d'escorte fournissant un soutien aérien aux forces amphibies qui se dirigeaient vers Guam. Le groupe est parti de Kwajalein en juin ; mais, en raison de l'âpreté de la campagne pour Saipan, le débarquement à Guam a été reporté et les navires sont retournés à Eniwetok. Après que le besoin d'un soutien naval supplémentaire s'est dissipé, le Walker s'est rendu à Pearl Harbor pour des répétitions des débarquements prévus sur l'île Yap.
Quittant Pearl Harbor en septembre, le Walker a été transféré à la 7e flotte (7th Fleet) comme navire d'appui-feu pour l'invasion des Philippines. Ce groupe de transports et de destroyers a quitté Manus et est arrivé dans le golfe de Leyte le 20 octobre. Au cours de cette opération, le Walker a connu sa première action aérienne et a abattu un avion de chasse ennemi, en plus de fournir un appui-feu dans la région de Dulag. Les transports ont été rapidement déchargés et sont partis avec le Walker et d'autres escortes avant l'arrivée des forces navales japonaises et la bataille du golfe de Leyte qui a suivi, du 24 au 25 octobre 1944.
Le groupe s'est rendu à Morotai pour recharger les troupes de soutien pour Leyte. À Morotai, des attaques aériennes japonaises nocturnes ont harcelé les navires mais ont causé peu de dommages. Le groupe est ensuite retourné à Leyte et a déchargé ses troupes. Des attaques aériennes et des bombardiers torpilleurs ont été rencontrés pendant ce voyage, mais aucun dommage n'a été subi. Après une brève escale à Palaos, le Walker a reçu l'ordre de rentrer au pays, et il a atteint le chantier naval de Mare Island (Mare Island Navy Yard), à San Francisco, en Californie, la veille de Noël 1944.

### 1945
La partie la plus mémorable du service de combat du Walker a commencé à la mi-mars 1945 lorsque, fraîchement révisé par le chantier naval, il a rejoint la célèbre Task Force 58 (TF 58) de l'amiral Marc Mitscher à Ulithi, dans les îles Caroline. Cette force se dirigea vers Kyūshū et Honshū, au Japon, pour des frappes aériennes visant à neutraliser et à affaiblir la puissance aérienne japonaise.
Après ces frappes, la TF 58 s'est rendue à Okinawa pour soutenir l'assaut amphibie lancé là-bas le 1er avril 1945. Alors qu'il était seul en poste de piquet radar à 20 km du groupe principal, le walker a été soumis à des attaques kamikaze japonaises persistantes. Juste après la tombée de la nuit, un avion a lancé une torpille qui est passée tout près derrière lui. Au cours de cette nuit, les manœuvres agiles du Walker et la précision de ses canons ont permis de repousser trois autres attaques de ce type. Le 7 avril 1945, Paul Klahr, capitaine du canon de 40 mm (position médiane tribord), se souvient très bien qu'un chasseur Mitsubishi A6M Zero (nom officiel des alliés: "Zeke")  a encerclé la poupe et a commencé à plonger vers le pont depuis le côté tribord du Walker. Le Zeke est passé devant la position du canon de Klahr d'environ 20 pieds, ce qui lui a permis, ainsi qu'à son équipage, de voir le visage du pilote. Il se souvient de l'expression de peur du pilote, face à sa mort imminente. Un membre de son équipe de tir a même jeté son casque sur l'avion au moment où il passait. L'avion a survolé le navire entre les positions des canons de cinq pouces no 1 et no 2, à une altitude suffisamment basse pour rompre les lignes de vie du côté bâbord, avant de se jeter dans l'océan et d'exploser, projetant une solide nappe d'eau sur le Walker, mêlée aux débris de l'avion et aux restes déchiquetés de son pilote.
Après 80 jours en mer, le groupe opérationnel est revenu au port. Pendant cette période, le Walker a remorqué le destroyer USS Haggard (DD-555) à Kerama Retto, près d'Okinawa, après qu'il a été endommagé par des frappes kamikazes.
Le destroyer a poursuivi ses opérations en juillet et en août avec la 3e Flotte (3rd Fleet) et n'a rencontré aucune opposition aérienne japonaise. Le Walker fait partie des navires qui bombardent Kamaishi et Honshū, le 18 juillet et effectue une attaque similaire à Hammahatsu et un retour à Kamaishi. L'avènement de la paix a permis au Walker d'entrer à Tokyo après une période de service de sauvetage aérien pendant la phase aéroportée de l'occupation.
Le 1er novembre 1945, le Walker est arrivé de la zone avancée de San Pedro, en Californie, et, le 31 mai 1946, il a été mis hors service, en réserve, à San Diego.

### 1950 - 1963

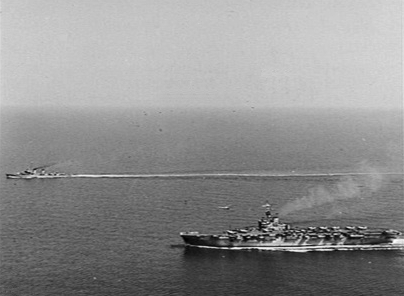
Le Walker escortant le au large de la Corée, en 1951.

Le navire est resté dans les "mothballs" (boules à mites - "Mothballed" est un adjectif courant pour décrire les navires ou les avions qui sont stockés pendant de longues périodes, mais qui ne sont pas envoyés à la casse) jusqu'au 15 septembre 1950, date à laquelle il a été remis en service et transformé en destroyer d'escorte. Entre le moment de sa remise en service et le 27 février 1951, le Walker est resté en chantier de révision.
Après une croisière d'essai, le destroyer d'escorte a quitté San Diego et a participé à l'exercice atomique Greenhouse à Eniwetok jusqu'en juin 1951. Le mois suivant, le navire rejoint le tout nouvel 1er escadron de destroyers d'escorte (Escort Destroyer Squadron 1) basé à Pearl Harbor à Hawaii. Il reste à Hawaii jusqu'en novembre 1951, date à laquelle il s'embarque pour le Pacifique occidental et rejoint la force de blocus des Nations Unies qui aide les troupes terrestres de l'ONU dans la guerre de Corée. Il a escorté les forces opérationnelles des porte-avions rapides qui appuyaient les unités terrestres par des frappes aériennes stratégiques. C'est ainsi que se termine le service du Walker pendant la guerre de Corée.
Le Walker est retourné à Pearl Harbor en mars 1952 et a effectué une formation de type et des exercices de routine pendant les mois suivants. Le 2 juin, le destroyer d'escorte est parti pour son deuxième déploiement dans le Pacifique occidental. Entre cette date et le 29 décembre 1963, le Walker a effectué neuf déploiements de ce type. Ces années très actives ont été consacrées, pour la plupart, à des exercices de lutte anti-sous-marine et à diverses opérations avec son groupe opérationnel et des éléments de la marine de la république de Corée et de la Force maritime d'autodéfense du Japon. Les nombreuses visites "People to People" du Walker au cours de cette période ont contribué à répandre la bonne volonté américaine à l'étranger. Parmi les faits saillants de ces années, mentionnons l'aide apportée à la ville de Koniya, sur l'île d'Amami ō-shima, qui avait subi d'importants dommages à la suite d'un incendie rageur en septembre 1958, et comme navire de récupération pour un vol spatial Mercury-Atlas 8 du projet Mercury le 28 septembre 1962.

### 1964 - 1965

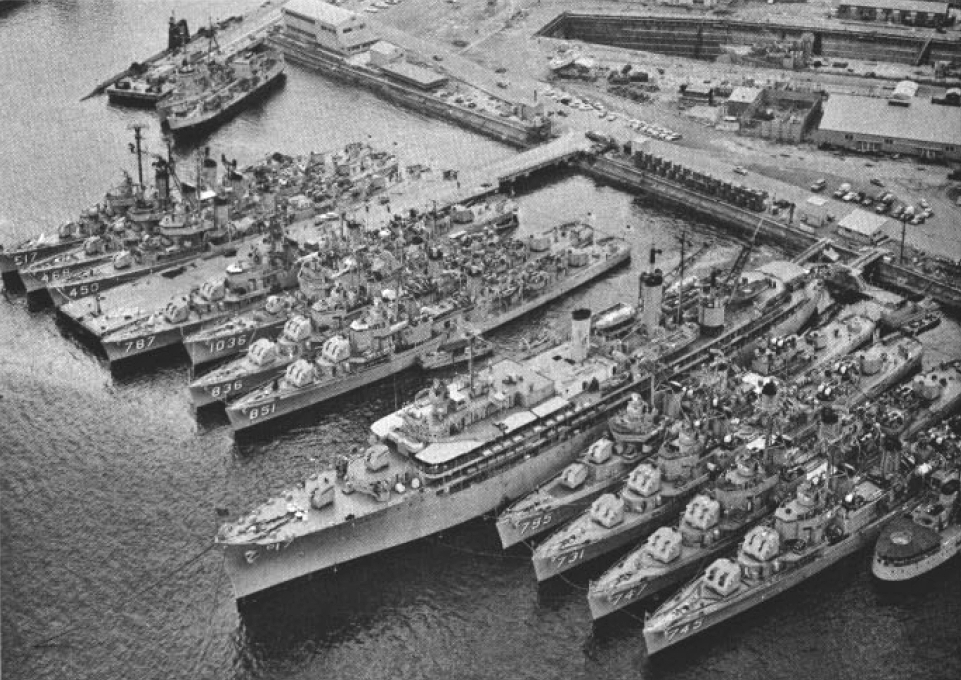
LeWalker à Yokosuka, vers 1960.

Le 4 janvier 1964, le Walker a commencé une disponibilité de deux semaines à Pearl Harbor avec le navire ravitailleur USS Bryce Canyon (AD-36). Le 31 janvier, le navire entre officiellement au chantier naval de Pearl Harbor (Pearl Harbor Naval Shipyard) pour y être révisé. La fin de la révision du chantier naval, le 30 avril, a marqué le début des exercices locaux en vue de la formation d'appoint. Le 19 mai, le Walker a pris part au tournage du film L'Île des braves (titre original: None but the Brave) sur l'île de Kauai. Après un mois d'entraînement de remise à niveau et une inspection administrative, le destroyer d'escorte a subi un entretien qui l'a mené jusqu'en juin.
Pendant les mois d'été, le Walker est engagé dans des opérations locales. Le 17 août 1964, le navire poursuit sa carrière cinématographique en jouant un rôle secondaire dans la production d'Otto Preminger, Première Victoire (titre original: In Harm's Way, littéralement : La Voie difficile). Au cours des mois d'octobre et de novembre, le destroyer d'escorte a subi une inspection préalable à l'emploi et une inspection de l'état de préparation opérationnelle qui s'est terminée le 20 novembre, trois jours avant le départ pour un déploiement dans le Pacifique Ouest.
Le 3 décembre 1964, le Walker est arrivé à Yokosuka, au Japon, où il a participé à l'exercice Tall Back avec le porte-avions USS Yorktown (CV-10), puis à la patrouille "Junk" qui luttait contre l'infiltration d'armes au Sud-Vietnam en provenance du Nord-Vietnam et de la république populaire de Chine. Pendant cette période, le destroyer d'escorte a effectué un mois de service sans incident dans la patrouille de Taïwan.
Le Walker a participé à une photo artistique de la Task Force 77 (TF 77) en 1965. Le Walker a quitté les eaux du Vietnam le 27 avril 1965 et, après un bref arrêt à Yokosuka, au Japon, il est arrivé à Pearl Harbor le 13 mai. Le reste des mois de mai et de juin a été consacré aux congés et à l'entretien. Le destroyer d'escorte a passé le reste de l'année en opérations locales. Le 8 décembre, le Walker est mis en cale sèche et passe la période des fêtes en congé et en entretien.

### 1966

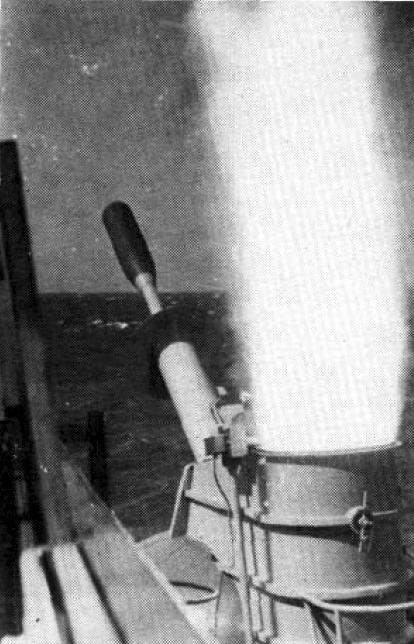
Lancement du RUR-4 Weapon Alpha par le Walker, vers 1958.

En janvier 1966, le navire prend part à des opérations locales et se prépare à un prochain déploiement. Le 7 février, il a commencé une croisière de six mois, arrivant à Yokosuka via l'atoll de Midway 10 jours plus tard. Le service en mer de Chine méridionale a commencé le 28 février avec des affectations comme garde-plan et comme navire d'appui au tir naval. Les premières actions offensives du Walker dans la guerre du Vietnam ont eu lieu le 5 mars en appui aux forces américaines et alliées. Cette affectation a été interrompue par des patrouilles dans le détroit de Taiwan et par des périodes de repos et de réhabilitation à Keelung, Taiwan et Hong Kong.
Le Walker est retourné à Qui Nhơn, au Sud-Vietnam, le 22 avril et a commencé des missions de soutien, tirant directement sur les zones de ravitaillement côtières et les concentrations de troupes du Vietcong. Deuxième navire en poste, le Walker a reçu des tirs sporadiques de mitrailleuses de l'ennemi à terre alors qu'un convoi revenait au navire avec des observateurs et des conseillers pour un briefing. C'était la première fois depuis la Seconde Guerre mondiale que le Walker était soumis à des tirs hostiles.
Le 26 avril 1966, le destroyer d'escorte a fourni un soutien direct, indirect, de harcèlement et d'interdiction à l'opération Osage, un assaut amphibie combiné à Chu Lai. Ces tâches ont été interrompues pour escorter un convoi motorisé du Corps des Marines de Da Nang à Phu Bai le 28 avril. Le 1er mai, le navire s'est détaché et a fait route indépendamment pour des réparations à Sasebo, au Japon, via la baie de Buckner à Okinawa.
Le 17 mai, le Walker a mis le cap sur la baie de Manille, aux Philippines, où il a participé à l'exercice de guerre anti-sous-marine Sea Imp, qui a duré jusqu'au 6 juin. Le navire a ensuite rejoint le destroyer USS Taylor (DD-468) pour un mois de patrouille dans le détroit de Taiwan, au cours duquel il a secouru un bateau de pêche de la Chine nationaliste à la dérive depuis 48 heures. Le destroyer d'escorte est retourné à Yokosuka, au Japon, le 8 juillet.
Au lieu de rentrer chez lui, le Walker a reçu l'ordre de remplacer le destroyer USS Walke (DD-723) lors d'exercices anti-sous-marins dans la mer du Japon. Ces exercices incluent la Force maritime d'autodéfense du Japon et des unités navales de la république de Corée. Le 24 juillet, un destroyer soviétique de classe Kotlin a été aperçu alors qu'il commençait à suivre le groupe allié. Le Walker a été désigné pour épauler le destroyer russe, et il a réussi à empêcher la tentative de pénétration de l'écran par le navire russe et son remplaçant. Le 29 juillet, le Walker a également été désigné pour suivre le chalutier soviétique de renseignement électronique (Electronic intelligence - Elint) Izmeritel.
Le 1er août 1966, le Walker a été détaché et s'est rendu à Yokosuka, d'où il a commencé son transit vers Hawaï. Il est arrivé à Pearl Harbor le 10 août et s'est préparé pour une révision en chantier. Le Walker est entré au chantier naval de Pearl Harbor le 19 septembre et est resté en révision pendant le reste de l'année civile 1966.

### 1967
La révision régulière a été achevée le 3 février 1967, et des exercices d'entraînement de type, des cours de recyclage et une évaluation de l'état de préparation opérationnelle ont suivi. Le 18 avril, le Walker a quitté Pearl Harbor en direction du Japon. Du 4 au 17 mai, le groupe opérationnel s'est embarqué pour un transit dans la mer du Japon afin de démontrer ses capacités anti-sous-marines et anti-aériennes avec la Force maritime d'autodéfense japonaise.

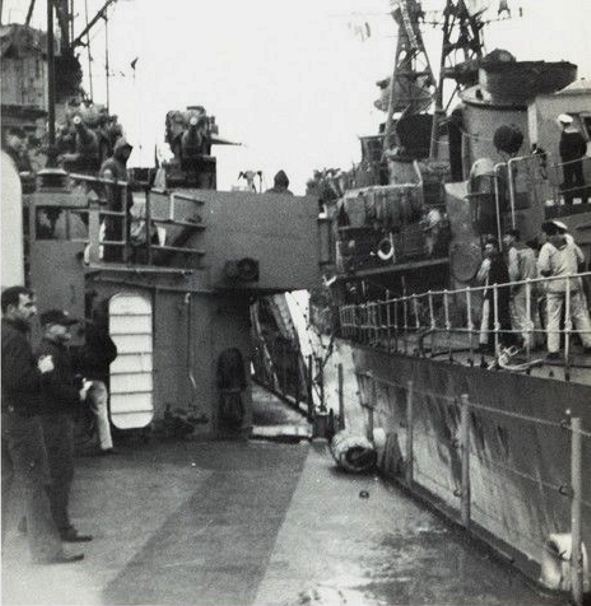
Le destroyer soviétique Besslednyy entre en collision avec le Walker, le 10 mai 1967.

Le 10 mai 1967, le Walker a relevé le USS Taylor (DD-468) de ses fonctions de protection du porte-avions USS Hornet (CV-12) contre le destroyer soviétique Besslednyy (022) qui tentait de s'approcher du Hornet et de harceler le groupe opérationnel. Une collision s'est produite entre les deux navires, qui ont subi des dommages mineurs. Le lendemain, le Walker a de nouveau été impliqué dans des tâches de filtrage avec un navire soviétique. En fin d'après-midi, le destroyer Gordyy (025) de la classe Krupnyy a commencé à manœuvrer pour tenter de s'approcher du Hornet ; le Walker a réussi d'abord à éloigner le navire puis le Gordyy a ensuite signalé un virage à gauche. Walker a signalé "ne pas traverser devant moi" mais le navire soviétique a quand même viré à gauche et est entré en collision avec le destroyer américain, causant des dommages mineurs aux deux navires. Après des exercices avec la marine de la république de Corée, le Walker est retourné à Sasebo, au Japon, et a tenu une conférence de presse et des entrevues à bord concernant les incidents survenus en mer du Japon.
Le destroyer d'escorte est arrivé dans le golfe du Tonkin le 25 mai 1967. Le Walker a servi à plusieurs titres: il a effectué des tirs d'appel, de harcèlement et d'interdiction pour les observateurs aériens, il a servi de destroyer de sauvetage pour les porte-avions Hornet, USS Bon Homme Richard (CV-31) et USS Constellation (CV-64), et il a effectué des missions de tir 24 heures sur 24 pour de nombreuses unités de l'armée et des Marines.
Dans la soirée du 15 juillet, alors qu'il assurait un appui de tir au sud du cap Batangan, le Walker a été informé qu'un chalutier armé de la marine nord-vietnamienne (459) transportant des armes devait tenter un débarquement dans les environs. Le Walker a fourni un appui de tir au canon pour l'attaque du chalutier et a supprimé le feu ennemi depuis la plage. Le chalutier a été échoué par l'équipage et abandonné avec de grandes quantités d'armes, de munitions et de matériel de démolition récupérés par les forces américaines.
Le Walker a rejoint l'opération Beacon Guide en tant que navire d'appui au tir naval le 20 juillet et a fourni des tirs de préparation pour l'assaut amphibie et héliporté au sud de Huế. Après une brève disponibilité à Taiwan, le Walker est retourné dans le golfe du Tonkin le 9 août et a opéré avec le porte-aviions USS Intrepid (CVS-11) pendant une semaine avant son départ pour Hong Kong.
Le destroyer d'escorte a rejoint le Hornet, et le groupe opérationnel est arrivé à Hong Kong le 16 août, puis a transité vers Sasebo, au Japon, pour des réparations. Le Walker est retourné dans le golfe du Tonkin le 7 septembre et a été détaché trois jours plus tard pour se rendre aux îles Paracels, dans la mer de Chine méridionale, afin d'effectuer de la surveillance et de recueillir des données de renseignement sur les îles tenues par les communistes chinois.
À son retour dans les eaux du Vietnam, le Walker s'est présenté au porte-zvions USS Coral Sea (CV-43) pour servir d'escorte et a passé la majeure partie du mois de septembre à participer à divers exercices de lutte anti-sous-marine. Le 27 septembre, le Walker a rejoint le Hornet et a secouru quatre survivants d'un avion qui avait plongé dans l'eau après avoir perdu un moteur pendant le lancement.
Le 1er octobre 1967, le destroyer d'escorte a repris les exercices de guerre anti-sous-marine (ASW), puis s'est dirigé vers l'entretien à Yokosuka avant de précéder le Pacifique Est. Le Walker est arrivé à Pearl Harbor le 23 octobre et a passé un mois en congé post-déploiement, en formation de type et en croisière de réserve. Les congés de vacances ont commencé le 15 décembre.

### 1968
Le Walker a passé les sept premiers mois de 1968 dans son port d'attache à suivre un entraînement type et à se préparer à un dernier déploiement dans le Pacifique occidental. Le 5 août, le destroyer d'escorte a pris la route pour son quatrième déploiement dans le Pacifique occidental depuis le début de la guerre du Vietnam. Il est arrivé à Subic Bay, aux Philippines, via l'atoll de Midway et Guam le 18 août, puis s'est rendu au Vietnam.
La première mission du Walker a été de servir comme garde-plane avec le porte-avions USS America (CV-66). Au cours de sa première nuit en poste, il a sauvé un homme tombé par-dessus bord du America. Le 13 novembre, le Walker a été relevé et s'est rendu à Subic Bay pour son entretien. Le 1er décembre, le destroyer d'escorte est arrivé dans la zone située au nord de Vũng Tàu pour un service de ligne de tir qui a pris fin le 15 décembre.
Après une escale de ravitaillement à Subic Bay, le Walker a poursuivi sa route vers Cebu, aux Philippines, où il est arrivé le 18 décembre dans le cadre de l'opération Handclasp. Le navire est retourné à Subic Bay le 22 décembre pour une disponibilité de cinq jours aux côtés du navire ravitailleur USS Samuel Gompers (AD-37). Le 29 décembre, le Walker est retourné au Vietnam pour une semaine de service de garde en plan avec le porte-avions USS Constellation (CVA-64).

### 1969
Le 5 janvier 1969, le destroyer d'escorte est parti pour des visites à Hong Kong et à Subic Bay. Le navire a rejoint trois autres destroyers et a fait route vers l'Australie et la Nouvelle-Zélande. Le Walker et le Taylor ont visité Wollongong et Melbourne, en Australie, et Auckland, en Nouvelle-Zélande, avant de revenir à Pearl Harbor le 28 février. Le mois de mars a été consacré aux congés et, à la fin du mois, le Walker a appris que le navire serait désarmé.
Le mois de mai a été passé au port de Pearl Harbor, mais le 2 juin, le Walker a fait route vers San Diego, le site désigné pour le déclassement. Le 2 juillet 1969, le Walker a été désarmé et rayé de la liste de la Marine (Naval Vessel Register).

### Fante (D 561)

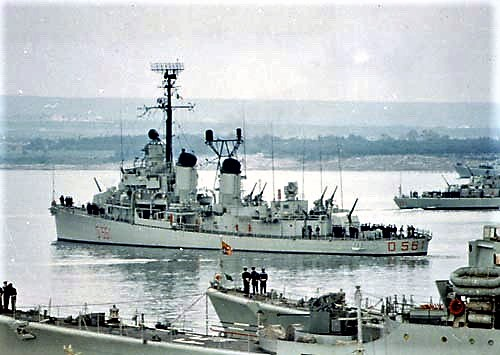
Le destroyer après son transfert à la marine italienne

Le 2 juillet 1969, il rejoint la marine italienne (Marina Militare). Il est rebaptisé Fante et reçoit le numéro de série D 561, formant la classe Fante avec ses navires-jumeaux (sister-ship) Geniere et Lanciere (également cédés à l'Italie). Il a servi jusqu'en 1975, avant d'être mis au rebut en 1977.
La devise de l'unité - "E come i fanti combatteron l'onde" (Et comme les fantassins combattent les vagues) - est tirée des vers de la chanson La canzone del Piave.

## Décorations
Le Walker a reçu 6 battle stars (étoiles de combat) pour son service pendant la Seconde Guerre mondiale, 2 battle stars pour la guerre de Corée, et 3 battle stars pour la guerre du Vietnam